# ملس زناوی
ملس زناوی‏ (۸ مه ۱۹۵۵–۲۰ اوت ۲۰۱۲) از سال ۱۹۹۱ تا ۱۹۹۵ رئیس‌جمهور اتیوپی و از سال ۱۹۹۵ تا زمان مرگ خود در سال ۲۰۱۲ نخست‌وزیر اتیوپی بود.
ملس زناوی در سال ۱۹۹۱ به عنوان یک رهبر جنبش چریکی، در پی یک انقلاب مارکسیستی، حکومت منگیستو هایله ماریام را شکست داده و به قدرت رسید. وی خیلی زود به عنوان رهبری اصلاح‌طلب در سطح بین‌المللی مطرح شد، هرچند منتقدانش او را به سرکوب مخالفان متهم می‌کردند. زناوی از هم‌پیمانان غرب بود و او را مسئول رونق اقتصادی اتیوپی در دهه گذشته می‌دانند. او رشد اقتصادی ۳٫۸ درصدی این کشور در دهه ۱۹۹۰ را به ۱۰ درصد در سال ۲۰۱۰ رساند. ملس زناوی از متحدان آمریکا در جنگ علیه تروریسم بود.
زناوی که سال‌های متمادی در حقیقت رهبری سیاسی و فکری اتیوپی را بر عهده داشت، در اتحاد با جهان مسیحیت نقش مؤثری در منطقه شاخ آفریقا بازی می‌کرد. او در تحولات سودان، سومالی و همچنین دیگر درگیری‌ها و پرونده‌های مهم آفریقایی حضور داشت. دولت تحت رهبری ملس زناوی مروج سیاست فدرالیسم قومی بوده و قدرت زیادی به مقامات محلی متکی به سیاست نژادی اعطاء نموده‌است.
آدیس‌آبابا پایتخت اتیوپی در دوره نخست‌وزیری وی به مرکز دیپلماتیک آفریقا تبدیل شده بود و به عنوان مقر دایمی اتحادیه آفریقا نقشی به سزا در حل و فصل مسایل مبتلا به این قاره ایفا می‌کرد.
مهم‌ترین ناکامی زناوی در اتیوپی، جدا شدن منطقه اریتره از این کشور و عدم دسترسی اتیوپی به آب‌های آزاد بود که باعث دخالت‌های گسترده در سومالی برای رسیدن به دریاهای آزاد بود.
در امور داخلی، زناوی مورد انتقاد سازمان‌های حقوق بشری بود که او را متهم می‌کردند به آزار اقلیت‌های قومی، از جمله سومالیایی‌های شرق منطقه اوگادن که سابقه دیرینه آشوب داشته‌اند.

## درگذشت
در سال ۲۰۱۲ گزارش‌های متعددی از بیماری نخست‌وزیر اتیوپی و بستری شدن او در بیمارستان در ماه ژوئیه انتشار یافته بود اما دولت این کشور جزئیاتی در این مورد منتشر نمی‌کرد. شایعات در رابطه با بیماری او هنگامی آغاز شد که زناوی در اجلاس اتحادیه آفریقا در شهر آدیس آبابا شرکت نکرد. ملس زناوی آخرین بار ماه ژوئن در اجلاس گروه بیست در مکزیک در انظار عمومی دیده شده بود.
ملس زناوی در ۵۷ سالگی به دلیل بیماری سرطان که هفته‌ها ادامه داشته‌است در بیمارستانی در بروکسل درگذشت.
تابوت ملس زناوی با حضور هزاران تن از مردم اتیوپی از کاخ ملی به محل برگزاری مراسم در میدان بزرگ مِسکِل در آدیس آبابا منتقل شد.
سران و مقامات تعدادی از کشورهای آفریقایی نیز برای شرکت در مراسم در جایگاه مخصوص ایستاده بودند.
با درگذشت ملس زناوی، هایله میریام دسالین، معاون او، سمت نخست‌وزیری را برعهده گرفته‌است.